# Eupelops variatus
Eupelops variatus är en kvalsterart som först beskrevs av Mihelcic 1957.  Eupelops variatus ingår i släktet Eupelops och familjen Phenopelopidae. Inga underarter finns listade i Catalogue of Life.